# August Karl von Goeben
August Karl Friedrich Christian von Goeben (Stade, 10 december 1816 - Koblenz, 13 november 1880) was een Pruisisch militair. Hij bracht het tot generaal der Infanterie.
Hij bracht niet zijn gehele loopbaan in Pruisische dienst door; tussen 1836 en 1842 was hij Spaans officier en vocht hij in de eerste Carlistenoorlog. Terug in Pruisen vervolgde hij zijn loopbaan als officier in de Generale Staf.
In de Tweede Duits-Deense Oorlog vocht hij bij de schansen van Düppel en Alsen.
In de Duitse Oorlog van 1866 leidde hij als luitenant-generaal zijn troepen tijdens de verovering van Hannover en bij de veldtocht tegen Oostenrijk en de verbonden Zuid-Duitse staten. Hij voerde het commando in gevechten en veldslagen bij Dermbach, Kissingen, Laufach, Aschaffenburg, Tauberbischofsheim, Gerchsheim en Würzburg.
In de Frans-Duitse Oorlog van 1870 verwierf August Karl von Goeben het grootkruis van het IJzeren Kruis. Later schonk de Duitse keizer hem een dotatie van 200.000 Taler. 
August Karl von Goeben droeg ook de Orde Pour le Mérite.
In Duitsland werd de befaamde officier na zijn dood geëerd met naar hem genoemde straten en een slagkruiser; de Goeben.

## Militaire loopbaan
Pruisisch Leger
- Musketier: 3 november 1833
- Leutnant: 15 februari 1835

Carlistische Leger
- Oberleutant: 1 juni 1836
- Oberstleutnant:

Pruisisch Leger
- Leutnant: 26 februari 1842
- Major: 1850
- Oberstleutnant: 1855
- Oberst: november 1858
- Generalleutnant: 1865
- General der Infanterie:  26 juli 1871 - 26 juli 1870[1]

## Decoraties
- Ridderkruis in de Orde van de Heilige Ferdinand
- Ridderkruis in de Orde van Isabella de Katholieke
- Pour le Mérite op 20 september 1866[2][1]
- Grootkruis van het IJzeren Kruis 1813 op 6 juni 1871
- IJzeren Kruis 1870[1]